# Wilhelm Hoffmeyer

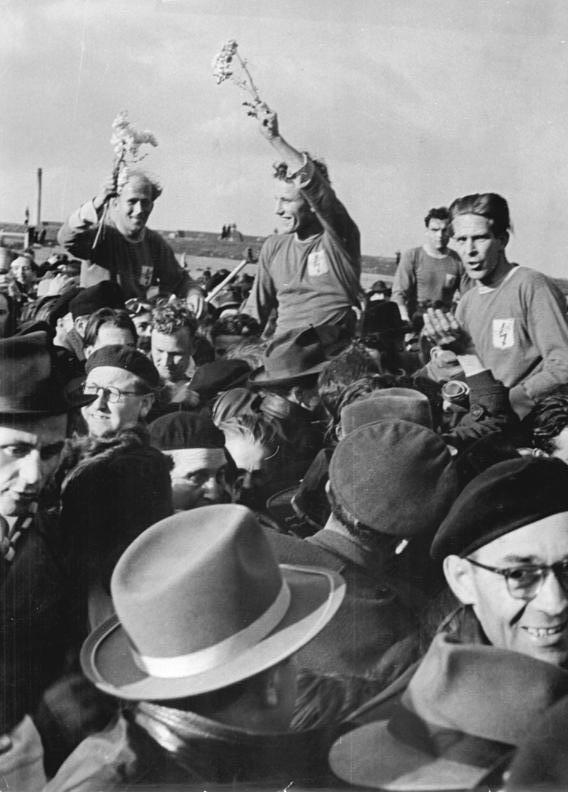
DDR-Meister 1955: Heinz Hammer, Lothar Weise,
Georg Rosbigalle und Wilhelm Hoffmeyer (v. l. n. r.)

Wilhelm Hoffmeyer (* 25. März 1924) ist ein ehemaliger deutscher Fußballspieler. Er ist auf Rang 77 der Rekordspieler der DDR-Oberliga.
Der Verteidiger aus der Anfangszeit der höchsten Spielklasse der DDR bestritt 270 Oberligapartien (1 Tor) für den SC Turbine Erfurt beziehungsweise dessen Vorgänger. Als Stammspieler gewann er mit den Blumenstädtern 1953/54 und 1954/55 die DDR-Fußballmeisterschaft.